# Brachymenes
Brachymenes är ett släkte av steklar. Brachymenes ingår i familjen Eumenidae.
Kladogram enligt Catalogue of Life:
| Brachymenes | \| \| Brachymenes dyscherus \| \| \| \| \| \| Brachymenes wagnerianus \| \| \| \| |
|             | \| \| Brachymenes dyscherus \| \| \| \| \| \| Brachymenes wagnerianus \| \| \| \| |
|             | Brachymenes dyscherus                                                             |
|             |                                                                                   |
|             | Brachymenes wagnerianus                                                           |
|             |                                                                                   |